# Suwon
Suwon (korejski: 수원; hanja: 水 原) je glavni i najveći grad Gyeonggi, najmnogoljudnije provincije Južne Koreje koja okružuje Seul, nacionalni glavni grad. Suwon leži oko 30 km južno od Seula. Tradicionalno je poznat kao "grad poštovanja obiteljskih i tradicionalnih vrijednosti". S populacijom blizu 1,3 milijuna, veći je od Ulsana, iako se njime ne upravlja kao gradskim gradom.
Suwon postoji u različitim oblicima kroz povijest Južne Koreje, izrastajući iz malog naselja u glavno industrijsko i kulturno središte. To je jedini u potpunosti preostali grad u Južnoj Koreji, koji je okružen gradskim zidinama, koje su jedno od popularnijih turističkih odredišta u provinciji Gyeonggi. Istraživački i razvojni centar te sjedište Samsung Electronics nalazi se u Suwonu. Prema prihodima je najveća tehnološka tvrtka i proizvođač elektroničkih uređaja i čipova na svijetu. Grad opslužuju tri autoceste, nacionalna željeznička mreža i metropolitanska podzemna željeznica u Seulu. Suwon je glavno obrazovno središte, dom za 11 sveučilišta.
Utvrda Hwaseong je utvrđeno središte Suwona, a u njoj se nalazi palača kralja Jeongjoa iz dinastije Joseon i protječe glavni potok u gradu Suwoncheon. Izgradio ju je upravo kralj Jeongjo krajem 18. stoljeća oko spomen-kuće svoga oca, kraljevića Sadoa, kojeg je njegov otac, kralj Yeongjo, ubio zatvorivši u sanduk s rižom nakon što je ovaj odbio izvršiti samoubojstvo na očevu zapovijed. God. 1997., utvrda Hwaseong je upisana na UNESCO-ov popis mjesta svjetske baštine u Aziji, zbog "njezinih snažnih obrambenih zidina, koje su ujedinile najnovija dostignuća vojne arhitekture svoga doba, s istoka i zapada".
U Suwonu se nalazi nogometni klub Suwon Samsung Bluewings, koji je u četiri navrata osvojio korejsku K ligu, a AFC ligu prvaka dva puta. U Suwonu su se odigrale utakmice Svjetskog prvenstva u nogometu - Južna Koreja i Japan 2002. KT Wiz iz korejske bejzbolske organizacije također igra u Suwonu.